# Nahueltoro
Nahueltoro es una localidad de la comuna de Coihueco, en la Provincia de Punilla, de la Región de Ñuble, Chile. Según el censo de 2002, el caserío tenía una población de 82 habitantes.
La localidad es conocida por el famoso asesinato de una madre y sus 5 hijos a manos de Jorge del Carmen Valenzuela Torres, conocido como «el Chacal de Nahueltoro», del cual también se originó la película del mismo nombre, estrenada en 1969 y dirigida por el cineasta chileno Miguel Littín. El caso produjo gran controversia en el país, debido a la rehabilitación que obtuvo Valenzuela y su posterior fusilamiento. Este hecho es tan popular que se forma una especie de culto en torno a su figura, el cual tiene como eje central su tumba, la cual es visitada constantemente. Condición adquirida debido al colectivo chileno de ver en Valenzuela «la redención más allá de la naturaleza de los pecados cometidos».
Limita al norte con el poblado de La Ribera de Ñuble, pueblo que cuenta con servicios de correo, escuela, supermercados, comercio, posta de salud rural, panaderías, carnicería, teléfonos públicos, locomoción, buses interregionales hacia San Carlos y Chillán. Cuenta con una población aproximada de 3000 habitantes y sus barrios son Las Delicias, Barrio Alto, El Mono, Colón y Nueva Esperanza. Lugares de atractivos turísticos en Nueva Esperanza, sector calle la piedra, al final encontramos la ribera del río con sector balneario y la famosa piedra de Muticura.[cita requerida]
Al sur se encuentran los sectores de San Ramón, Copihual, Tres Esquinas de Cato.

## Galería

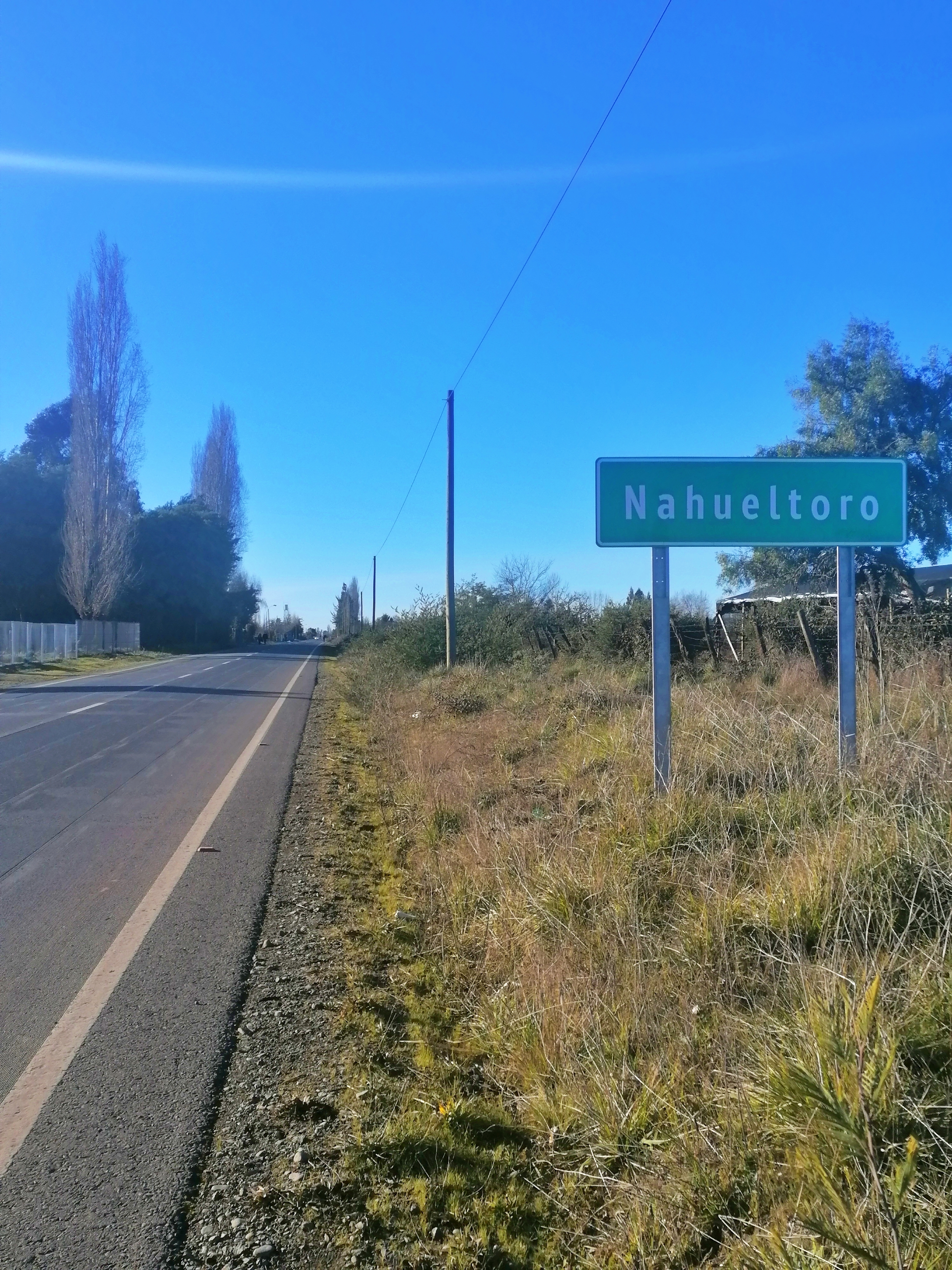
Acceso sur a Nahueltoro
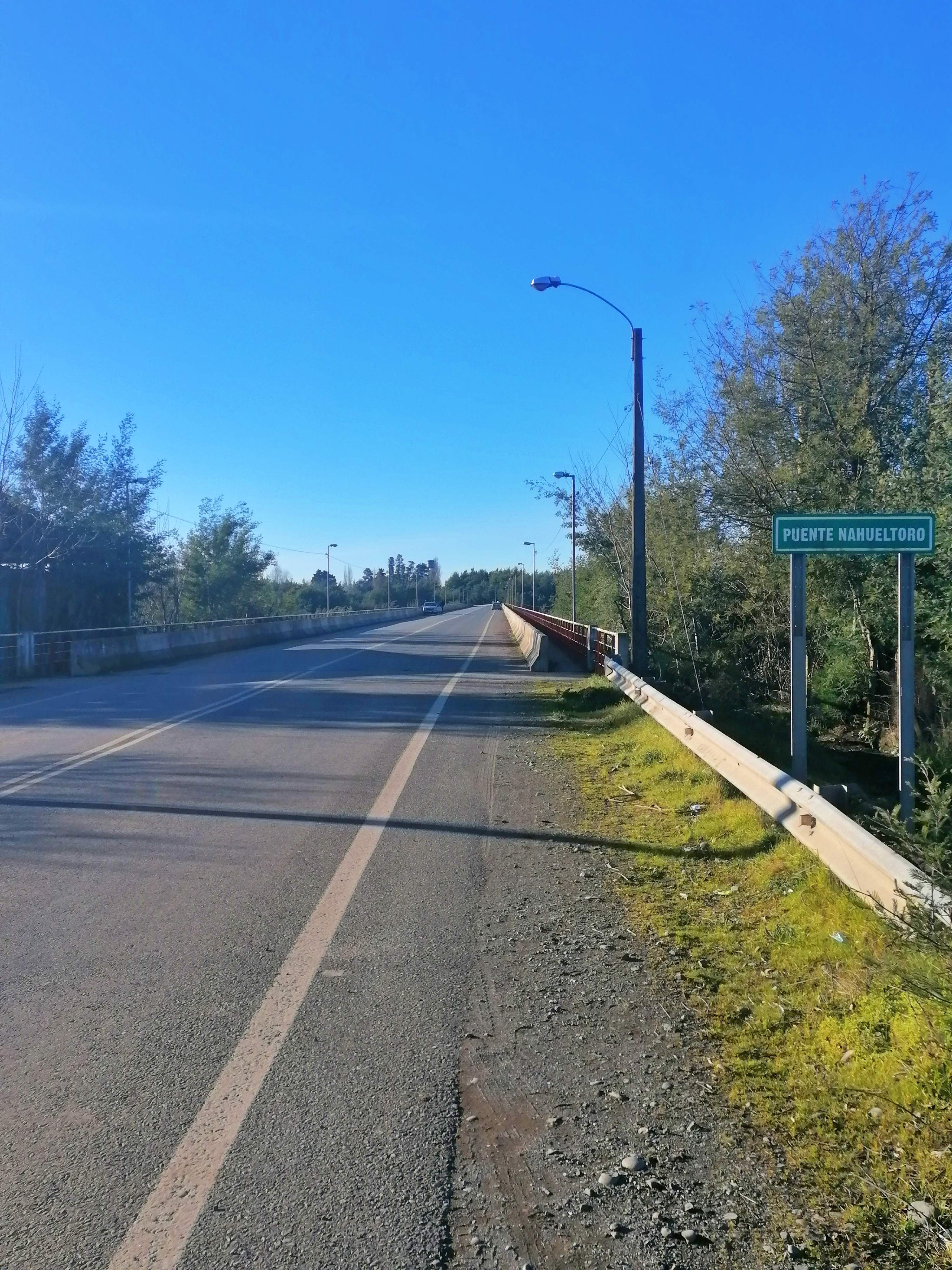
Puente Nahueltoro